# 高倉盛之
高倉 盛之（たかくら もりゆき）は、江戸時代中期から後期にかけての弘前藩家老。

## 略歴
弘前藩家老・高倉盛有の子として誕生。
安永3年（1774年）、父・盛有より家督800石を相続し、留守居一番頭となる。安永7年（1778年）には寄合、寛政6年（1794年）に城代与力預かり、寛政11年（1799年）に家老となった。
文化5年（1808年）、江戸詰めの最中に病死する。